# Eletica atrolineata
Eletica atrolineata es una especie de coleóptero de la familia Meloidae.

## Distribución geográfica
Habita en Senegal.